# نقش بر آب
نقش بر آب کتابی اثر عبدالحسین زرین‌کوب، جست‌وجویی چند در باب شعر حافظ، گلشن راز، گذشته‌ی نثر فارسی و ادبیات تطبیقی است. (سال چاپ: ۱۳۶۸)